# Millenniumbron, Newcastle

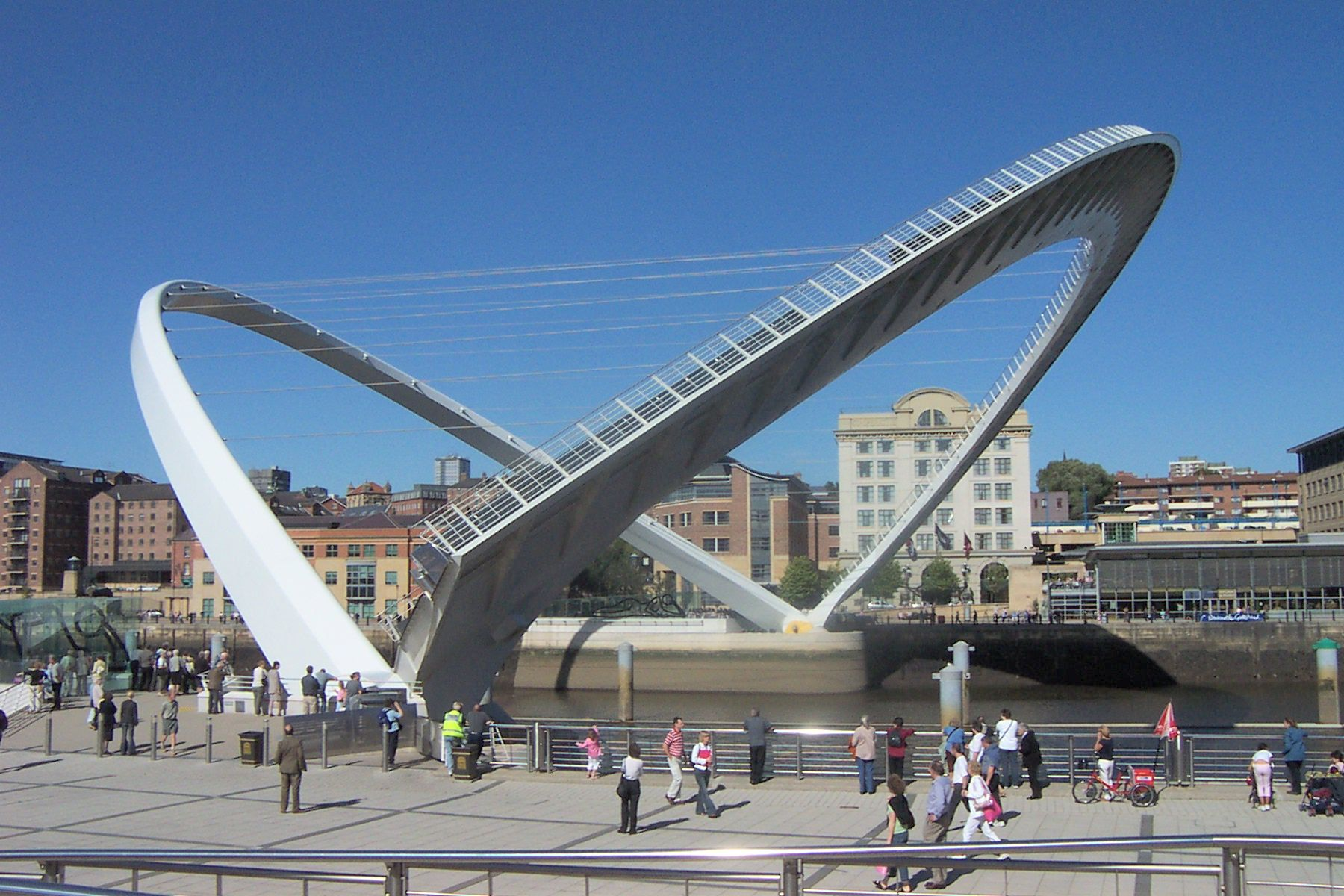
Millenniumbron i öppet läge

Gateshead Millennium Bridge är en öppningsbar vridbro för gång- och cykeltrafik, som korsar floden Tyne vid Newcastle i Storbritannien.
Bron går mellan Gatesheads konstkvarter på den södra sidan och Newcastles Quayside på den norra sidan. Den prisbelönta strukturen utformades och ritades av arkitektbyrån Wilkinson Eyre och ingenjörsfirman Gifford. Bron kallas ibland för "det blinkande ögat" på grund av dess form och vridande öppningsförlopp. Millenniumbron är något lägre än grannbron Tyne Bridge och står som sextonde högsta byggnad i Newcastle. 

## Utformning
Bron lyftes på plats i ett stycke av den asiatiska Hercules II, en av världens största pontonkranar, den 20 november 2000. Den öppnades för allmänheten den 17 september 2001 och invigdes av drottning Elizabeth II den 7 maj 2002. Bron, som kostade 22 miljoner pund att bygga, finansierades delvis av Millenniekommissionen och den europeiska regionala utvecklingsfonden. Byggherre var holländska VolkerWessels.
Sex stycken hydraulcylindrar (tre på varje sida), med en diameter på 45 cm, vrider bron 40 grader vid öppningen. Varje hydraulcylinder drivs av varsin elmotor på 55 kW och öppningen sker på cirka 4,5 minut. Då är den fria seglingshöjden under bron 25 meter. Brons utseende under denna manöver har gett den smeknamnet "det blinkande ögat".
Bron har fungerat tillförlitligt sedan dess öppnande och bron öppnas kontinuerligt för vattenvägens yrkestrafik. Den öppnar också för turisttrafik och för större evenemang som Northumbrian Water University Boat Race och The Tall Ships' Races. En av de viktigaste kraven för brons öppningkapacitet, var att möta kraven för att Royal Navys båtar skulle kunna passera.
Brokonstruktionen gav arkitektbyrån Wilkinson Eyre 2002 Royal Institute of British Architects (RIBA) Stirling Prize och Gifford fick 2003 priset IStructE Supreme Award. Genom att vinna Sterlingpriset blev Wilkinson Eyre den första, och hittills enda, arkitektbyrå att erhålla den brittiska arkitekturens mest prestigefyllda pris - de fick också pris 2001 för Magna Science Adventure Centre i Rotherham. Under 2005 mottog bron "Outstanding Structure Award" från International Association for Bridge and Structural Engineering (IABSE). Bron finns också avbildad på det brittiska enpundmyntet 2007.

## Galleri

Principanimering
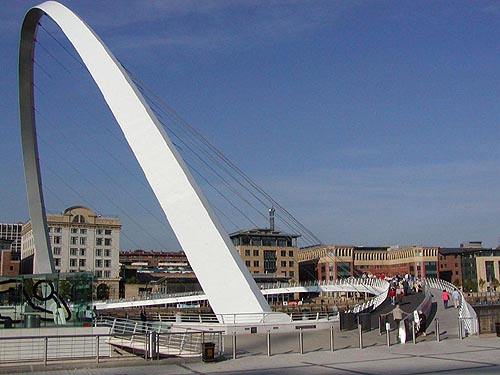
Vy från Gateshead
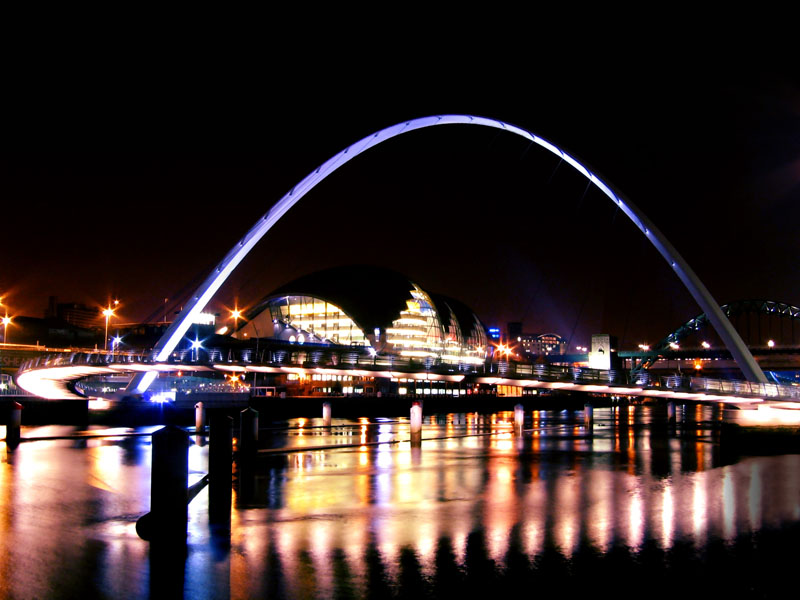
Millenniumbron nattetid
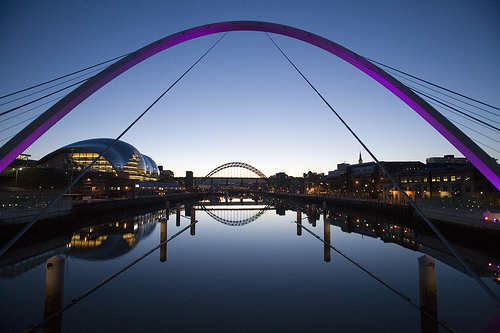
Vy från Millenniumbron själv.